# Nationalpark Peneda-Gerês

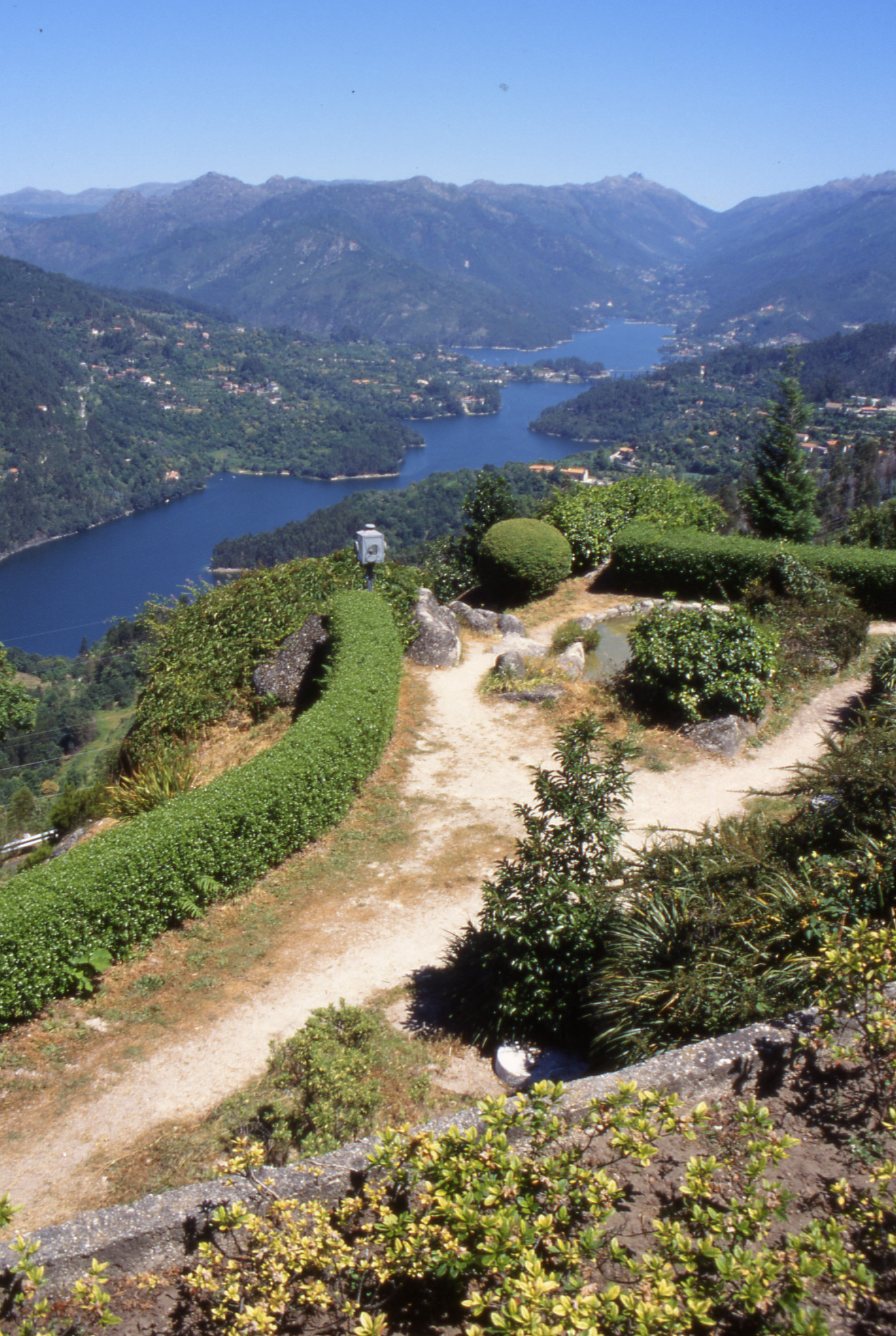
Blick von der Pousada São Bento in den Nationalpark Peneda-Gerês

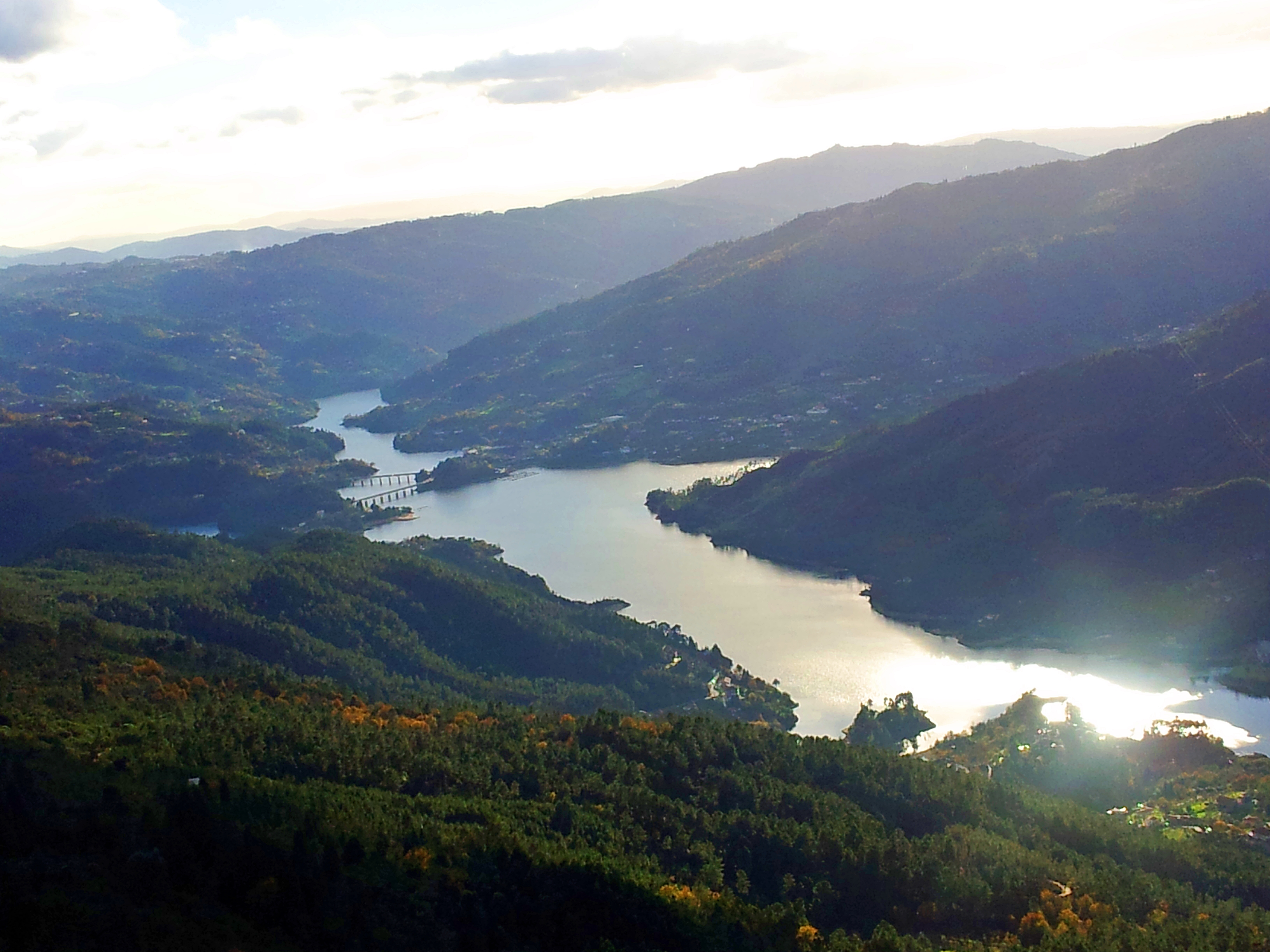
Nationalpark Peneda-Gerês-Rio Caldo

Der Nationalpark Peneda-Gerês (portugiesisch: Parque Nacional da Peneda-Gerês), auch einfach als Gerês bekannt, ist der einzige Nationalpark Portugals (IUCN-Kategorie II) und liegt in der Region Norte im Nordwesten des Landes. 
Die Gründung des 695,9 km2 großen Parks am 8. Mai 1971 fand national und international Beachtung. Bildung und naturverträglicher Tourismus sind neben dem Habitatschutz ebenfalls Ziele des Parks. Die Fläche des Parks erstreckt sich über die Distrikte Viana do Castelo, Bragança und Vila Real. Er grenzt im Norden an den spanischen Naturpark Baixa Limia – Serra do Xurés. Zusammen bilden sie das grenzüberschreitende UNESCO-Biosphärenreservat Gerês-Xurés.

## Geografie

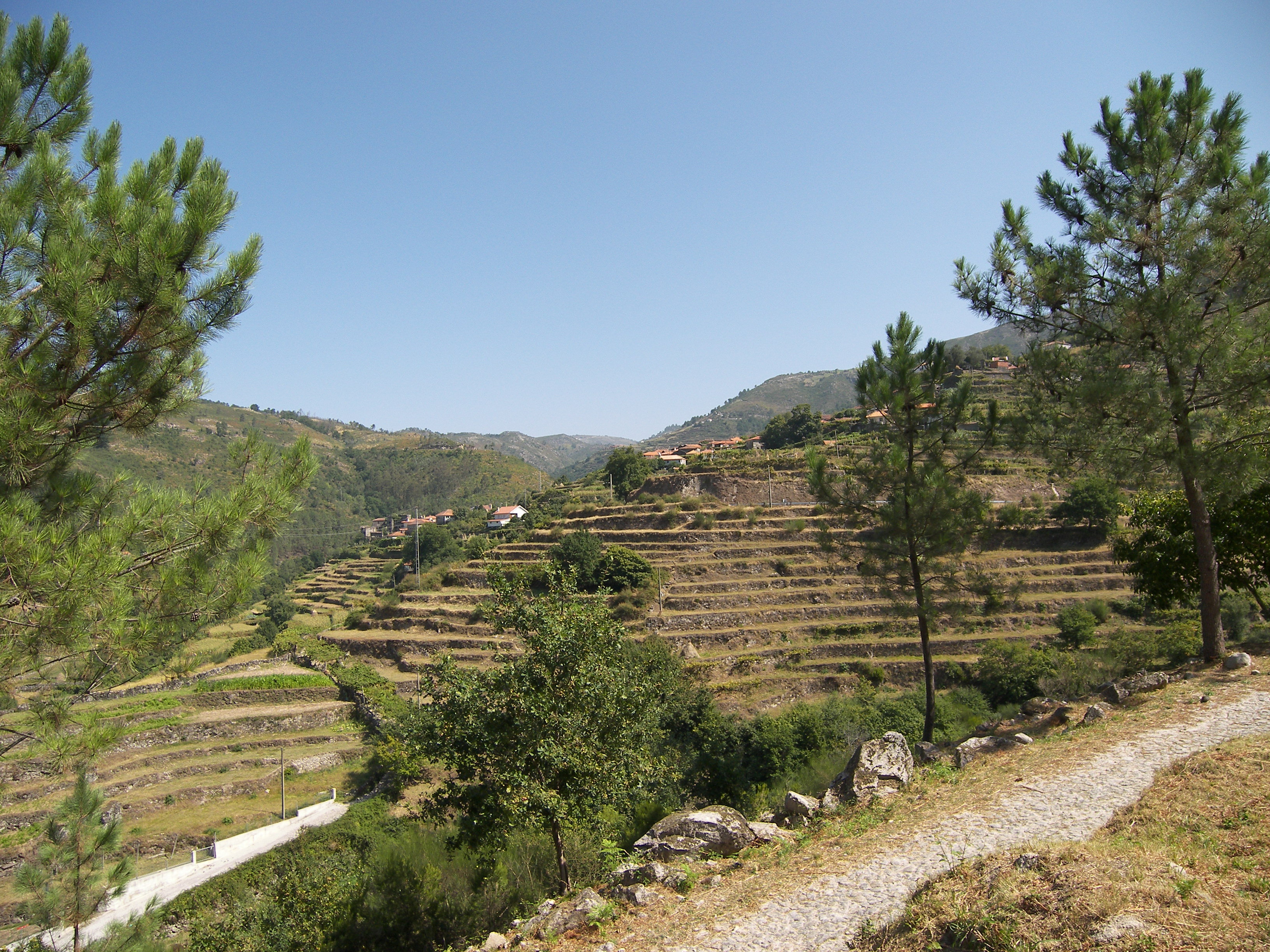
Der regional typische Terrassenbau

Die Distrikte Viana do Castelo (mit den Städten Melgaço, Arcos de Valdevez, Ponte da Barca), Braga und Vila Real teilen sich den Park. Er hat eine Fläche von 702,90 km². 52,75 km² davon sind öffentlicher Besitz, 194,38 km² sind Privatbesitz und die übrigen 455,77 km² sind Allmende.
5.000 ha in der Kernzone des Nationalparks gehören zu den von der European Wilderness Society zertifizierten Wilderness-Gebieten.
Nach einer Zählung von 1991 gab es 9099 Einwohner, das sind 16 % weniger als die 1981 registrierten 10849. Sie leben in rund 114 Dörfern.
Der hufeisenförmige Park umschließt die namengebenden Gebirgskämme (Serras) da Peneda und do Gerês, sowie die Serra do Soajo und da Amarela. Die höchsten Gipfel sind Peneda (1373 m), Nevosa (1545 m) und Altar dos Cabrões (1538 m), die an der spanischen Grenze liegen (Serra do Xurés). Weitere Berge sind Giesto (1337 m), Outeiro Alvo (1314 m), Pedrara (1416 m), Lourica (1355 m), Borrageiro (1433 m) und Fornos da Fonte Fria (1456 m). Die Grenze des Parks zu Spanien ist 80 km lang.
Die große Anzahl von Bächen, Wasserfällen, Berg- und Stauseen macht den immergrünen Park zu einem der schönsten der iberischen Halbinsel. Mehrere Flüsse durchkreuzen ihn: Cávado, Lima, Homem, Rabagão, Castro Laboreiro und Arado. Die Flüsse haben Talsperren mit folgenden Bezeichnungen:
- Cávado: Caniçada, Salamonde, Paradela
- Homem: Vilarinho das Furnas
- Lima: Alto-Lindoso
- Rabagão: Alto Rabagão, Venda Nova

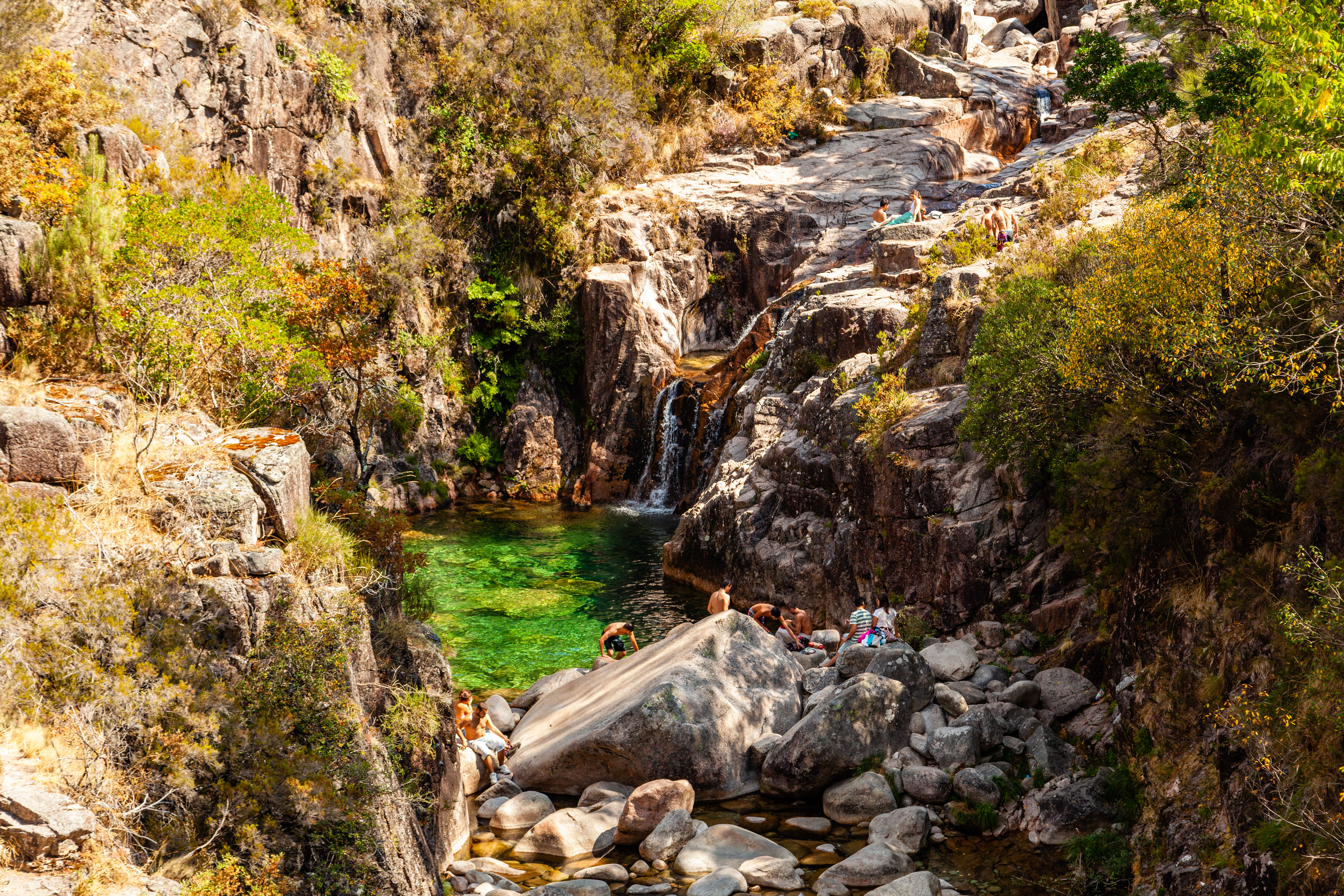
Cascata da Portela do Homem an der spanischen Grenze

Zu jedem der Dörfer im Hochland gehört auch Ackerland. Es ist in Anbetracht der gebirgigen Landschaft terrassenförmig gebaut, um das karge Land besser nutzen zu können. Viele traditionelle Häuser sind mit Granitwänden und Reetdächern ausgestattet. Sie geben der Landschaft und einigen der abgelegenen Dörfern wie Pitões das Júnias und Ermida ihren besonderen Reiz.
Im Hochland herrscht eine Durchschnittstemperatur von circa 10 °C, zwischen 4 und 14 °C schwankend. Die durchschnittliche Niederschlagsmenge beträgt mehr als 2500 mm/Jahr bei mehr als 130 Regentagen. Im Winter ist Schnee üblich. Die Flusstäler des Homem und Cávado haben ein milderes Klima, mit Temperaturen zwischen 8 und 20 °C (durchschnittlich 14 °C). Auch der jährliche Niederschlag von 900 mm bei 100 Regentagen weichen vom Durchschnitt des Gebietes ab.

## Geologie

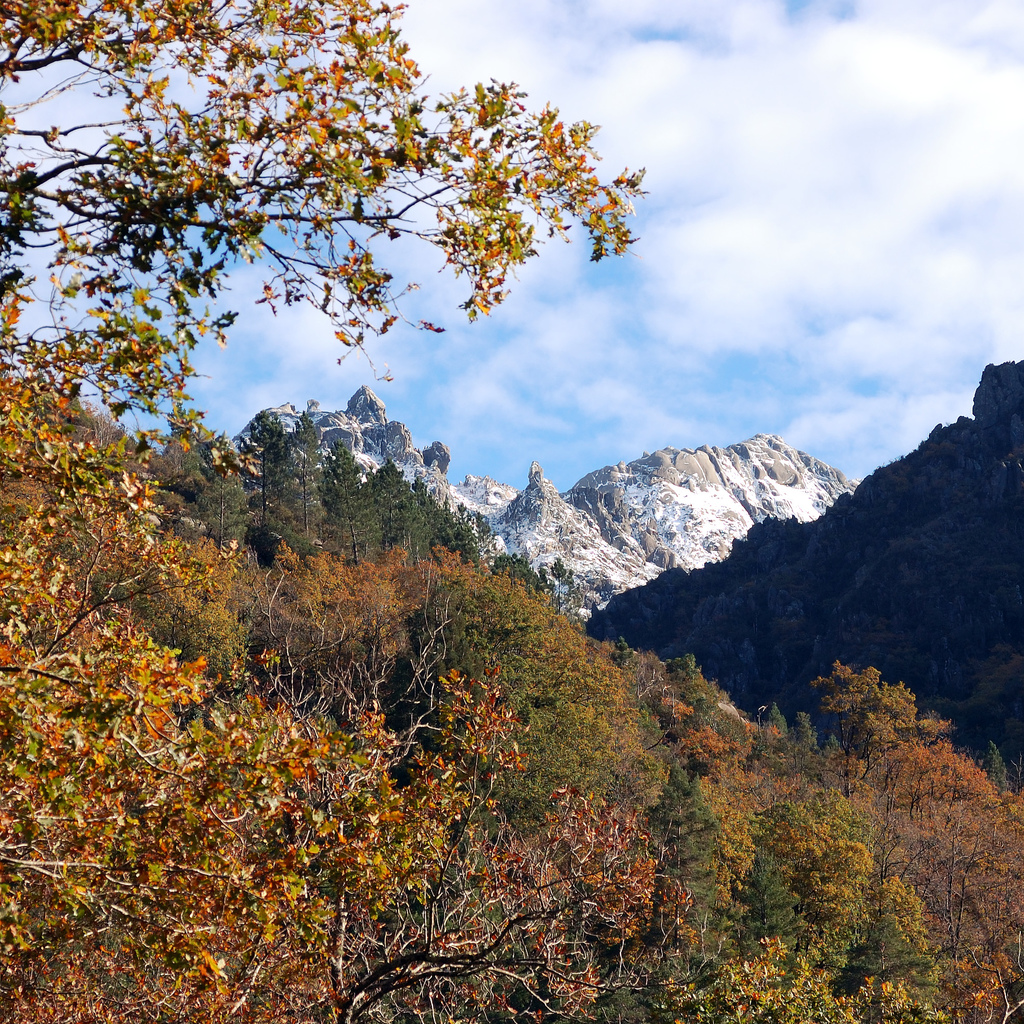
Serra do Gerês

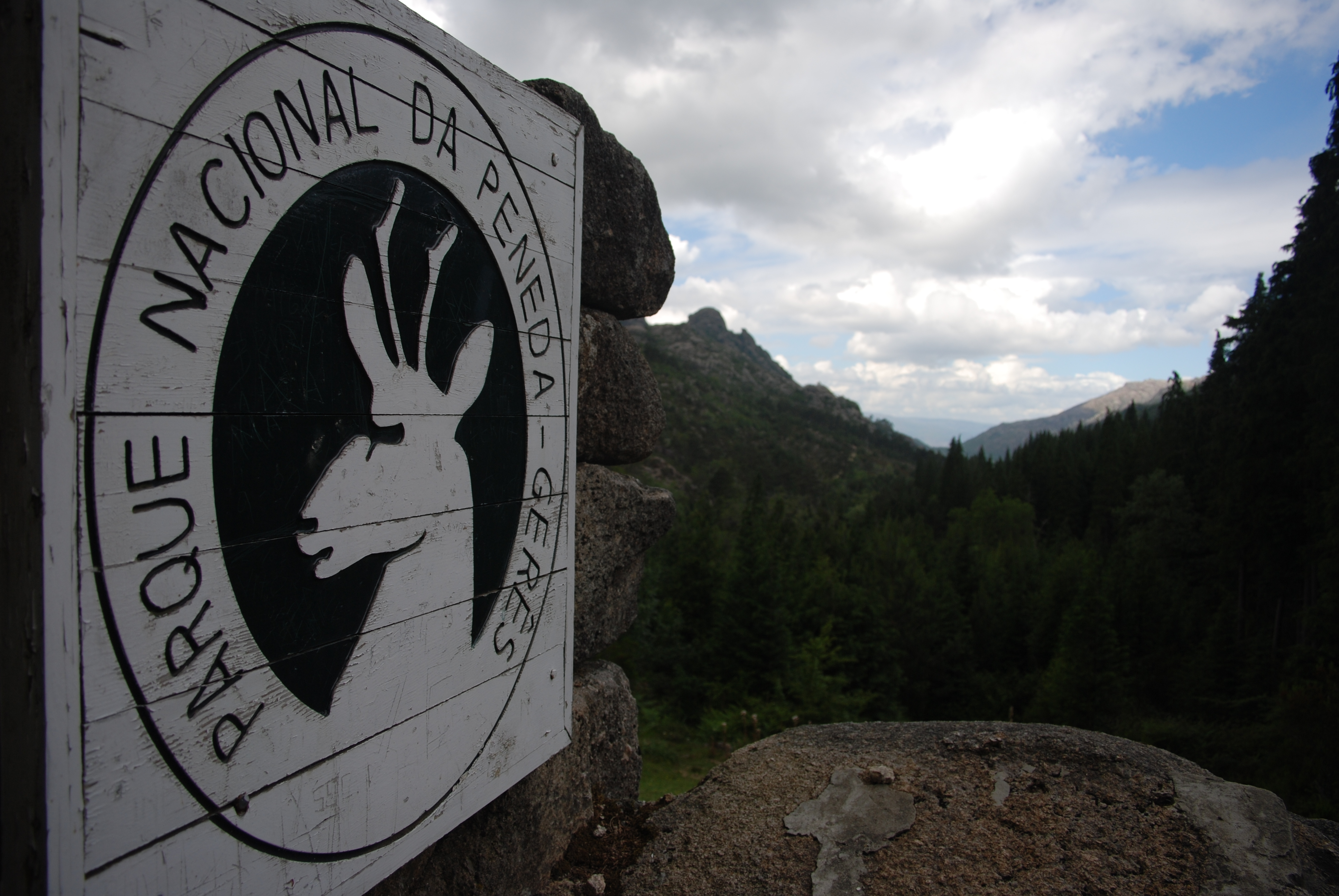
Schild an einem Zugang zum Nationalpark

Die Berge des Parks sind vor 380 bis 280 Millionen Jahren entstanden, von der devonischen zur permischen Periode. Die Bergspitzen sind von Granitfelsen dominiert, die ältesten davon auf Amarela, auf circa 310 Millionen Jahre datiert. Es gibt mineralische Adern von Zinn. Wolfram, Molybdän und Gold wurden in den heute geschlossenen Minen Carris und Borrageiro abgebaut. Meist auf den nordwestlichen Erhebungen, auf Castro Laboreiro, treten Glimmerschiefer und Quarz zutage.
Einige Täler zeigen Anzeichen von Gletschereinfluss durch die Eiszeiten des Pleistozäns.

## Flora

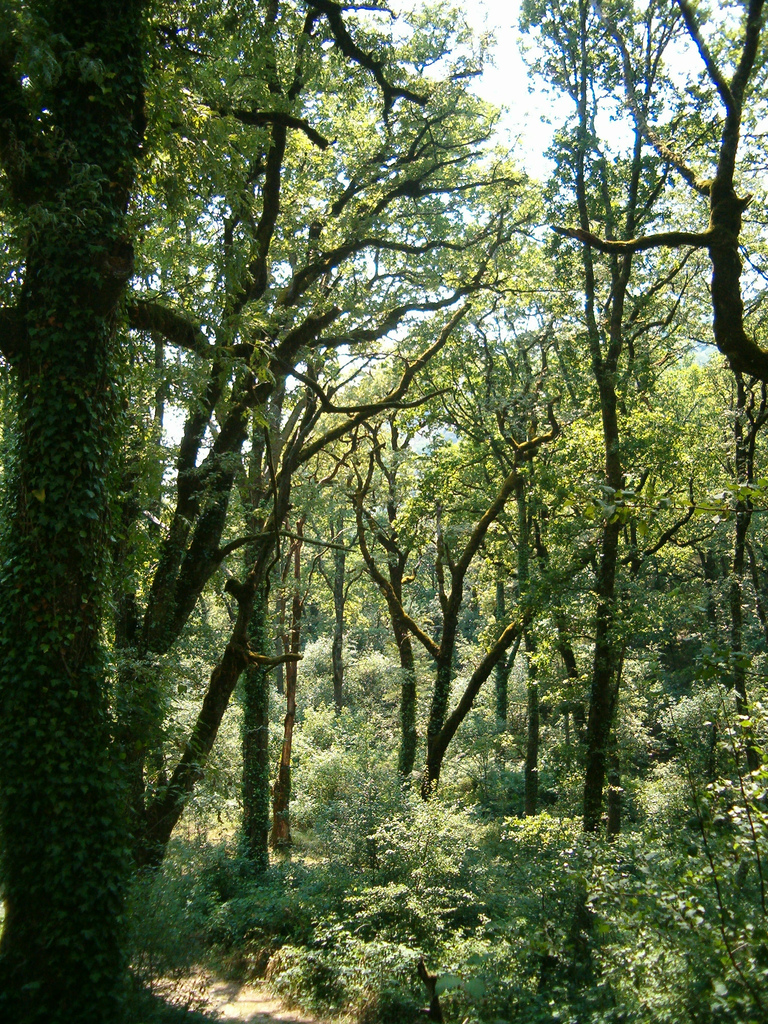
Wald im Nationalpark Peneda-Gerês

Die Täler weisen eine üppig entfaltete Vegetation auf. Weit verbreitet sind insbesondere einige Eichenarten (Stieleiche, Pyrenäen-Eiche, Portugiesische Eiche und andere), Prunus, Stechpalmen, Eukalyptus, Maulbeer- und Erdbeerbäume, Edelkastanien und Birken. An Flüssen stehen Eiben und Sandbirken.
Mit steigender Höhe des Geländes wird die Vegetation aufgrund des härteren Klimas kahler. Hier wachsen Heidekraut, Stechginster und Wacholder.
Mais ist das Hauptagrarprodukt.

## Fauna
Das unübersichtliche, bergige Gelände bietet ideale Lebensbedingungen für viele wilde Tiere wie Rehe, Wildschweine, Wildkatzen, Füchse, Otter, Wölfe, Baummarder und Eichhörnchen; Vögel wie Rotmilane, Mäusebussarde, Steinadler, Hühnerhabichte, Uhus, Falken und Braunkehlchen. Reptilien wie Echte Vipern, Nattern und Eidechsen; und Amphibien wie Molche, Salamander und Scheibenzüngler.
Der Braunbär wurde im 17. Jahrhundert in der Region ausgerottet. Der ausgestorbene Pyrenäen-Steinbock wurde zuletzt in den 1890ern gesehen.
Viele Tierarten finden am Gerês einen ihrer letzten Zufluchtsorte nicht nur in Portugal, sondern auf der gesamten Iberischen Halbinsel. Wölfe und Steinadler, die als Gefahr für das Vieh gesehen werden, wurden durch die Jagd nahezu ausgerottet und wurden per Gesetz seit Ende des 20. Jahrhunderts geschützt.
Zwei weitere lokale Rassen domestizierter Tierarten sind inzwischen stark bedroht:
Die beiden Rinderrassen Cachena und das größere Barrosã wurden einmal in der Landwirtschaft eingesetzt. Sie sind heutzutage gefährdet, weil sie ihre Nutzung verloren haben. Auch der Cão de Castro Laboreiro, ein Jagdhund, ist heute nicht mehr so verbreitet wie ehedem.

### Garrano
Zu erwähnen sind zudem die Garranos, eine halbwild lebende, alte Gebirgs-Ponyrasse. Garranos sind genügsam, robust und trittsicher. Es sind Braune mit üppiger Mähne, einem kleinen, geraden Kopf, kleinen Ohren, leichtem Körperbau, steiler Schulter, schwacher Hinterhand, gut bemuskelten, klaren Beinen und harten Hufen. Das durchschnittlichen Stockmaß ist 130 cm. Sie wurden in der Landwirtschaft als Zug-, Pack- und Reittier eingesetzt.

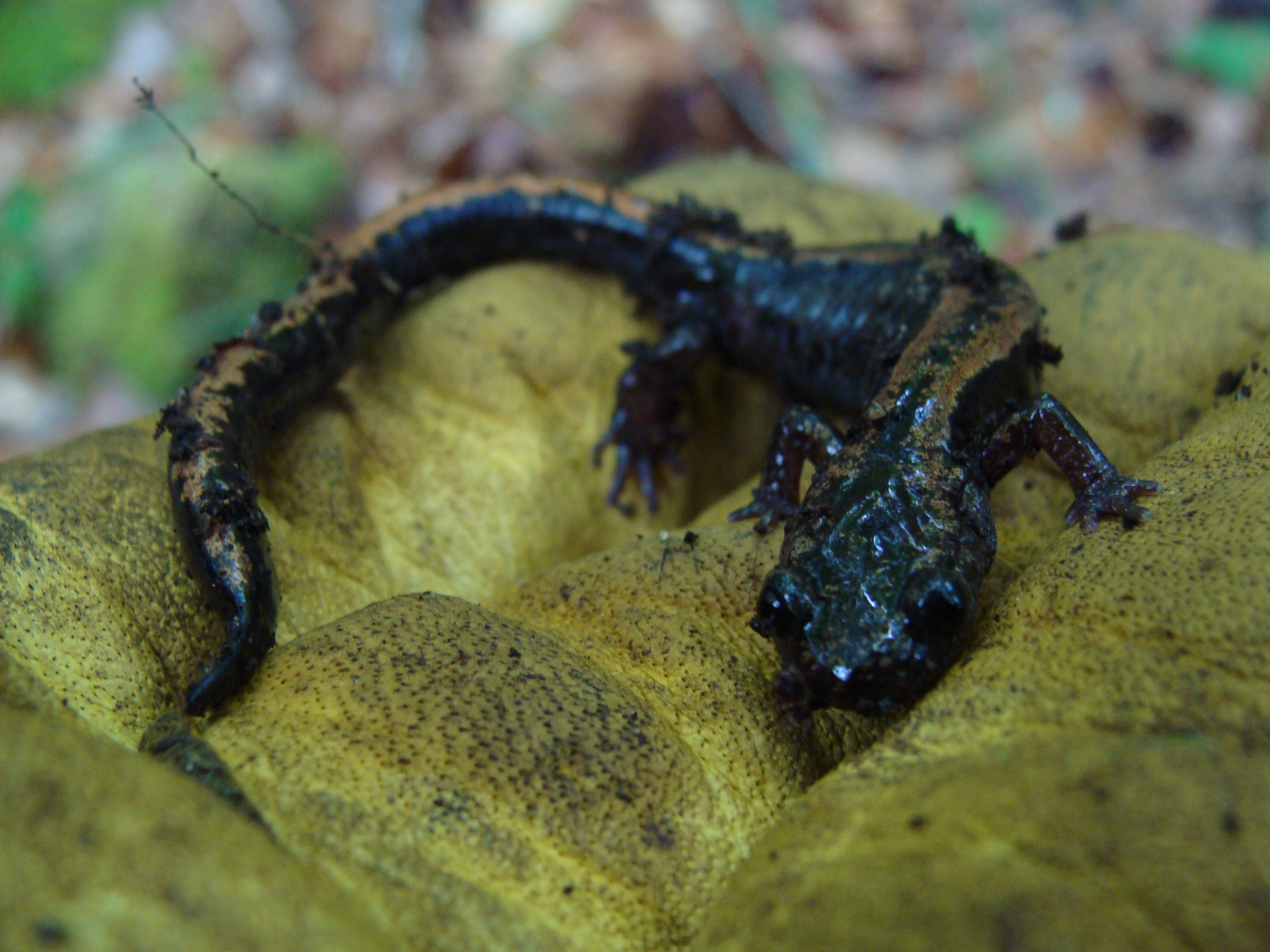
Goldstreifen-Salamander
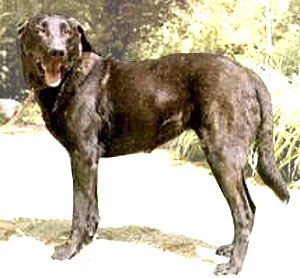
Cão de Castro Laboreiro
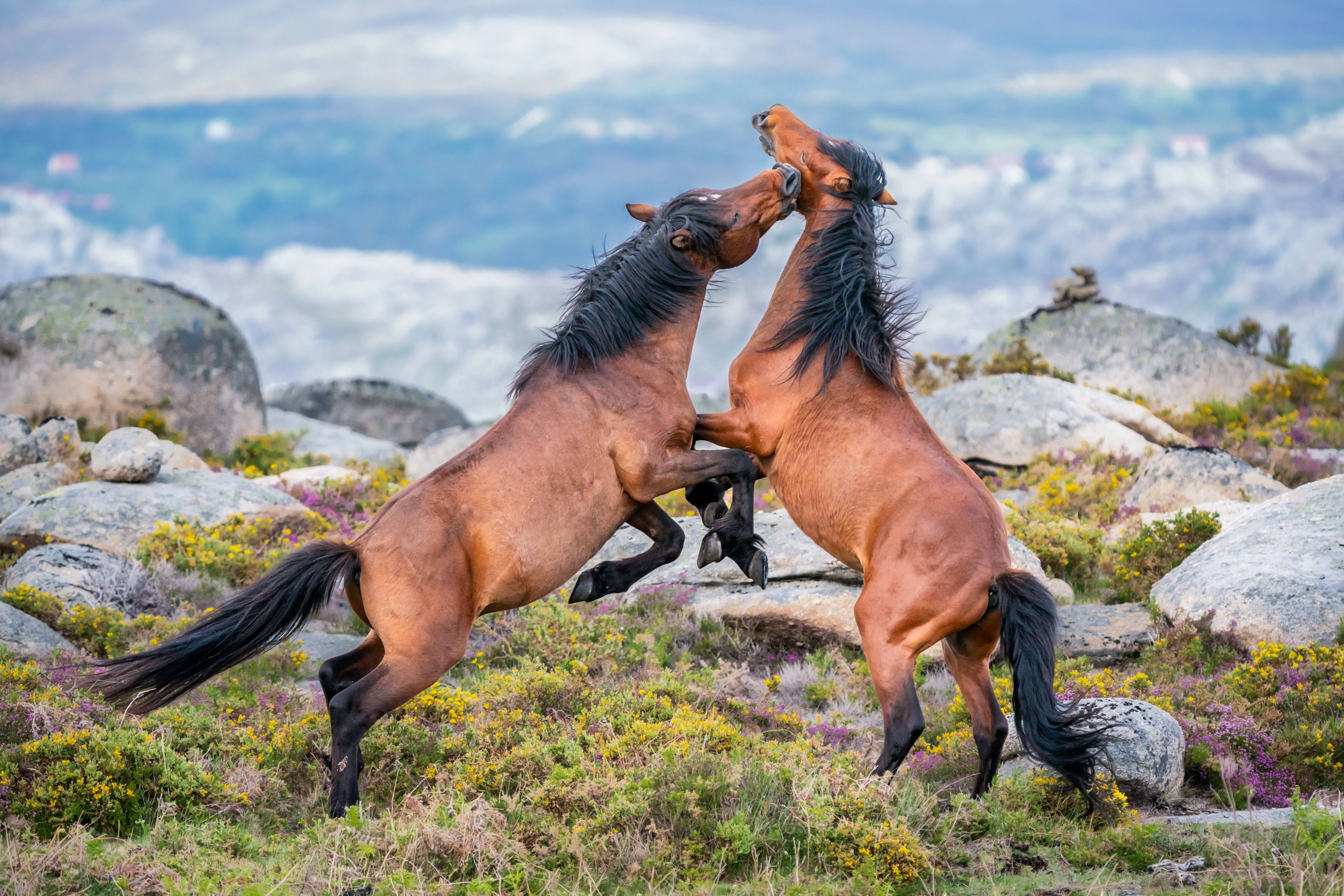
Zwei Garranos beim Kämpfen
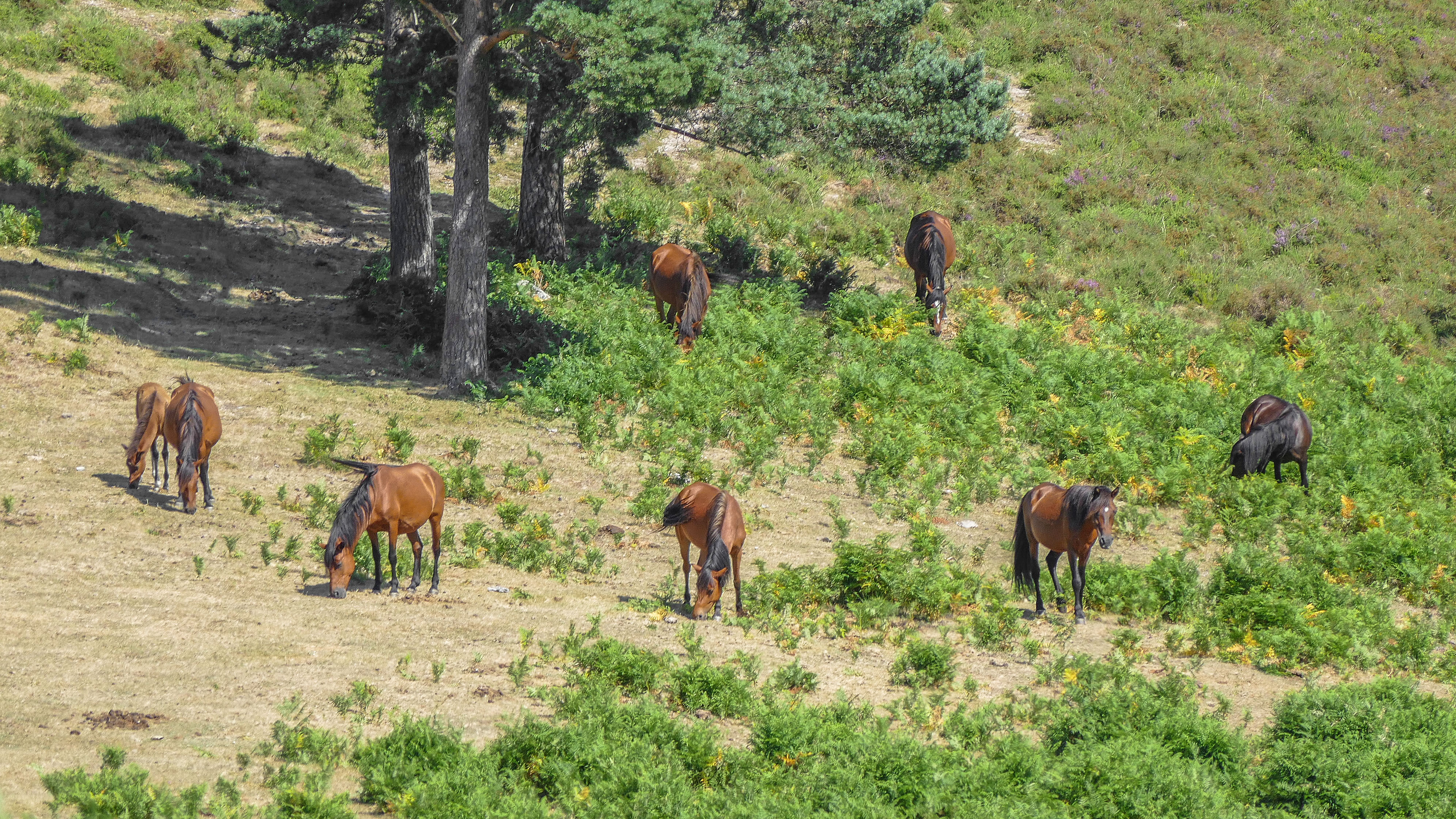
Garranos, wild lebende Berg-Ponys

## Geschichte
Die ältesten Zeugen menschlicher Besiedlung sind die 5000 Jahre alten Dolmen bei Castro Laboreiro, Mourela, Mezio, Paradela, Cambeses, Pitões und Tourem. Der Menhir von Ermida steht bei Ponte da Barca.
Verschiedene Römerstraßen wie die Roman Geira durchqueren den Park und zeugen mit Meilensteinen und Brücken von der römischen Besiedlung. Eine der Straßen verband Astorga (Spanien) mit Braccara Augusta (heute Braga, Portugal). Große Abschnitte am Rio Homem entlang sind immer noch gut erhalten.
Vom 20. Jahrhundert an war es für die Bergbevölkerung üblich, in zwei separaten Dörfern zu wohnen, meist nahe Castro Laboreiro: Im Sommer im Oberdorf, oft oberhalb von 1.000 m, bekannt als Branda (vom portugiesischen brando, was mild bedeutet). Der Rest des Jahres wurde meist in einem Flusstal verbracht, im Winterdorf, das auch als inverneira bekannt ist (vom portugiesischen Inverno, was Winter bedeutet). Mit der modernen Bau- und Transporttechnologie wurde diese Nutzung nahezu aufgegeben.

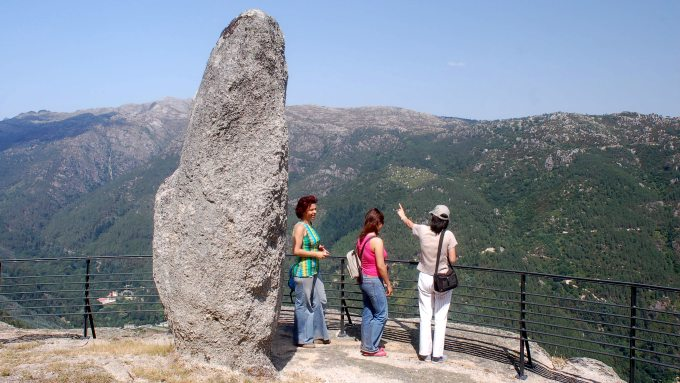
Der Trilho da Preguiça gehört zu den schönsten Wanderwegen des Nationalparks – auch wegen seiner Aussichtspunkte.

## Tourismus und Bildung

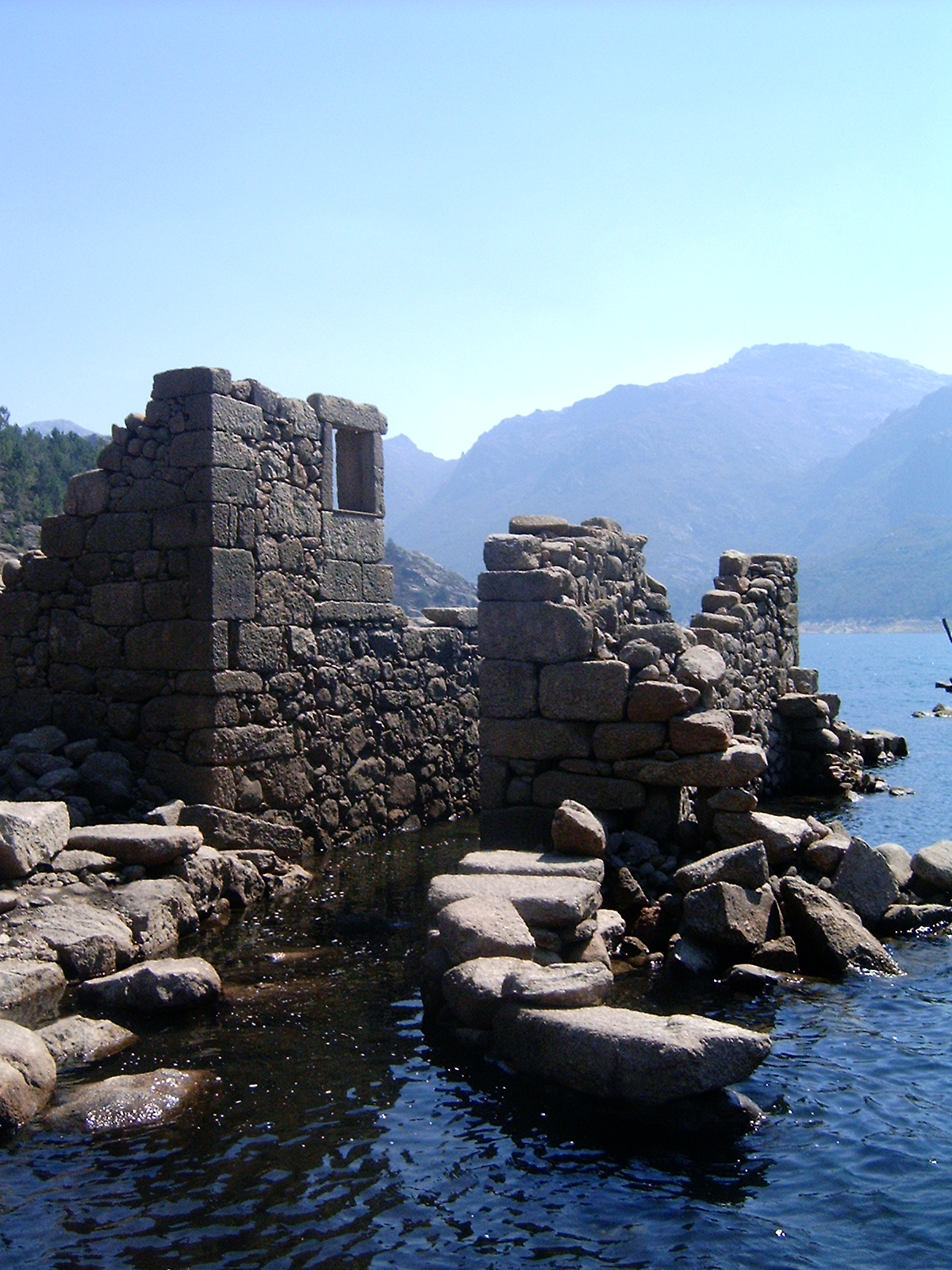
Ruinen des überfluteten Dorfes Vilarinho das Furnas

Die Nationalparkpolizei und die Parkwächter versuchen, gleichzeitig den Tourismus zu fördern, aber auch zu kontrollieren, damit die Natur durch einen unkontrollierten Fluss von Touristen keinen Schaden erleidet. Demzufolge gibt es sechs kleine Campingplätze und verschiedene, markierte Wanderwege, die es relativ einfach machen, die interessantesten Punkte zu finden, wie die Castros am Castro Laboreiro und Calcedónia und die Klöster in Pitões das Júnias. Wildes Camping („Rucksacktouristen“) wird heute nicht mehr geduldet. Um den Nationalpark mit dem Auto befahren zu dürfen, muss eine Gebühr von 2,50 € (Stand Juli 2013) zur Unterstützung bzw. Förderung der Arbeit für den Nationalpark bei den Parkwächtern bezahlt werden, die 500 m von der spanischen Grenze in einem Häuschen stehen.
Am meisten besucht sind die Orte an den wenigen Hauptstraßen. Viele davon stehen in Bezug zur strengen Religiosität der Leute im Norden Portugals, namentlich die Schreine in Senhora da Peneda, "Nossa Senhora da Abadia" und São Bento da Porta Aberta. Andere, wie Soajo und Lindoso zeigen traditionelle kleine Speicher, die espigueiros (von portugiesisch espiga = „Ähre“ und „(Mais-)Kolben“). Diese Getreidespeicher wurden mit der Einführung des Maisanbaus aufgestellt. Sie wurden auf Stelzen aus rundgebogenen Hölzern errichtet und mit einem spitzen Strohdach versehen. Später wurden sie aus dem witterungsbeständigen Granit gebaut. So schützte man das Getreide gegen Ratten, Mäuse und Fäulnis.
Von Touristen stark besucht sind die Wasserfälle nahe der alten Grenzstation zu Spanien bei Portela do Homem sowie ein Wasserbrunnen, aus dem reines Bergwasser fließt.
Im Zuge der Befüllung der Talsperre Vilarinho das Furnas des Rio Homem wurde 1970 das Dorf Vilarinho das Furnas überflutet. In Jahren geringen Niederschlags ragt die Dorfruine aus dem Wasser und zieht zahlreiche Touristen an.
In Zusammenarbeit mit der nahegelegenen Universität Minho in Braga wurden einige Studien und Forschungen in Geologie und Biologie unternommen.

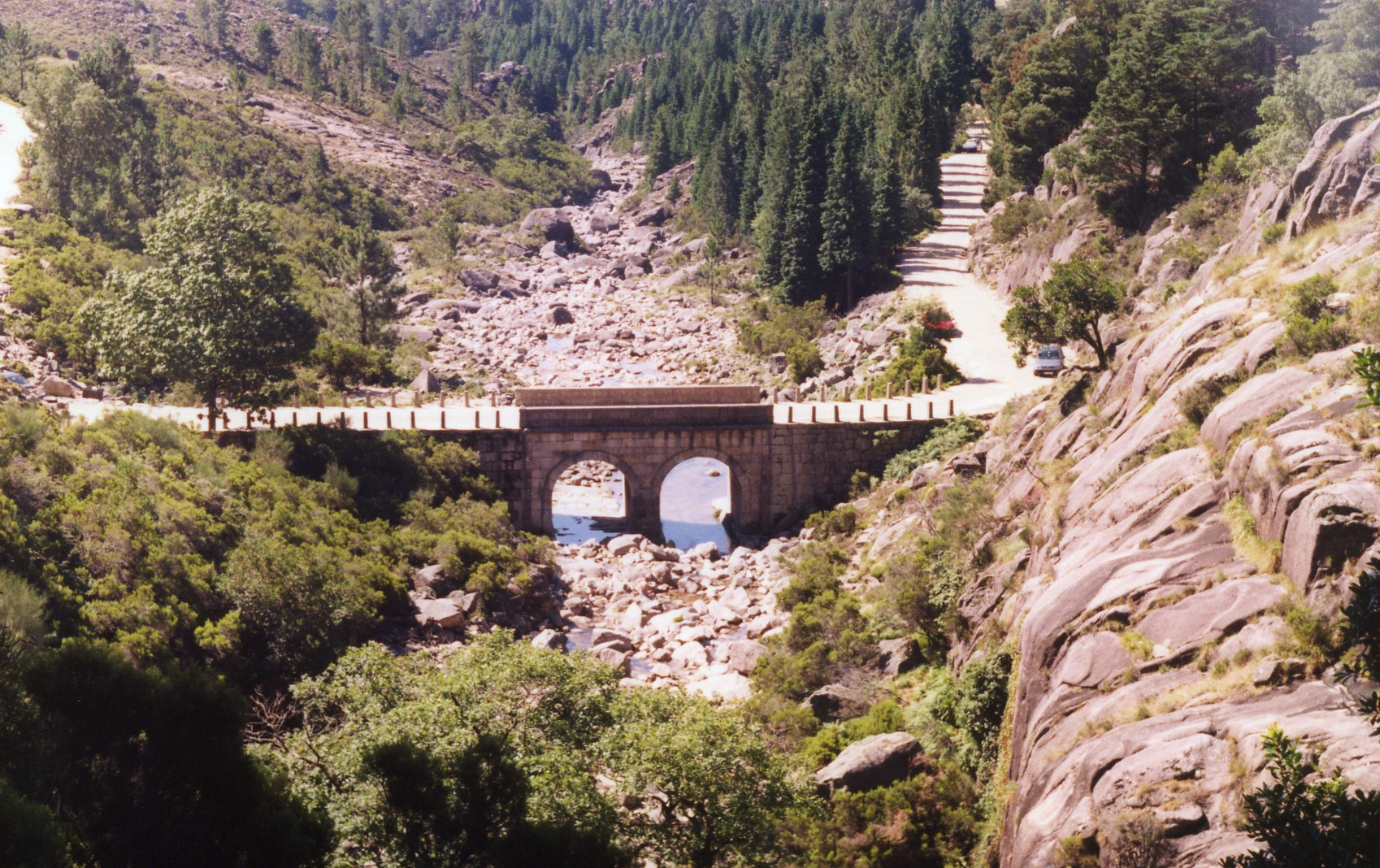
Brücke über den Arado
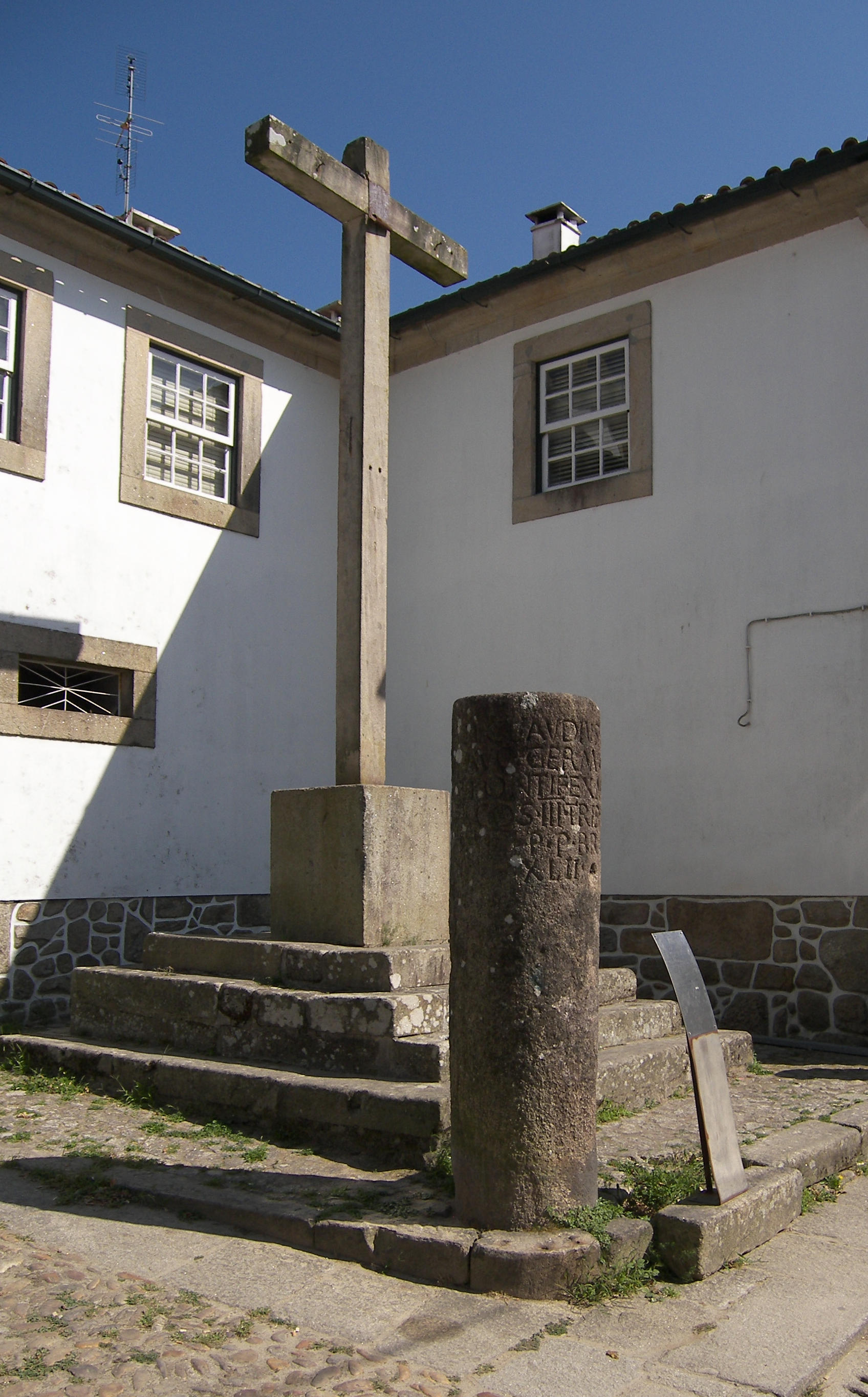
röm. Meilenstein in Valença
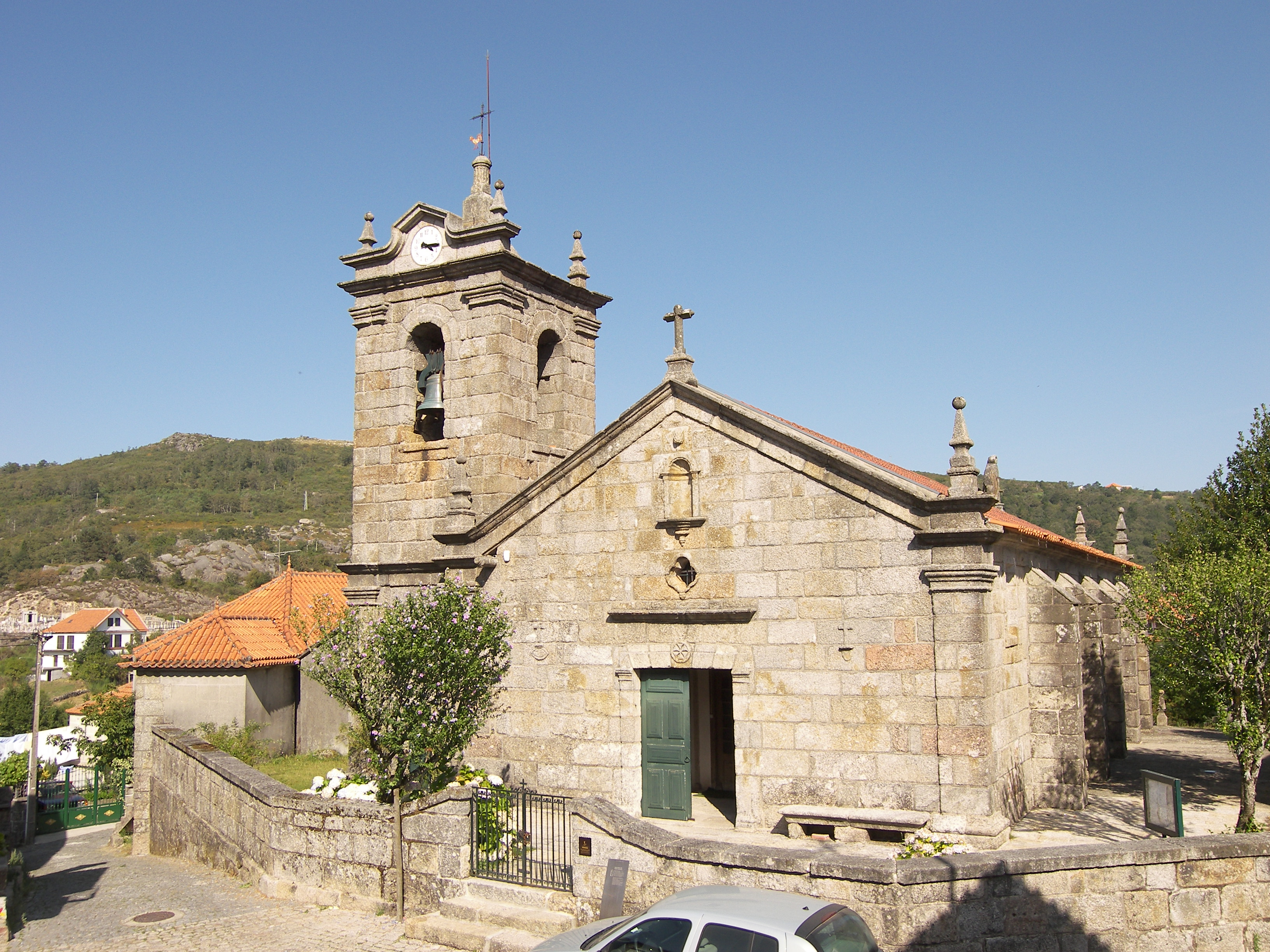
Kirche in Castro Laboreiro
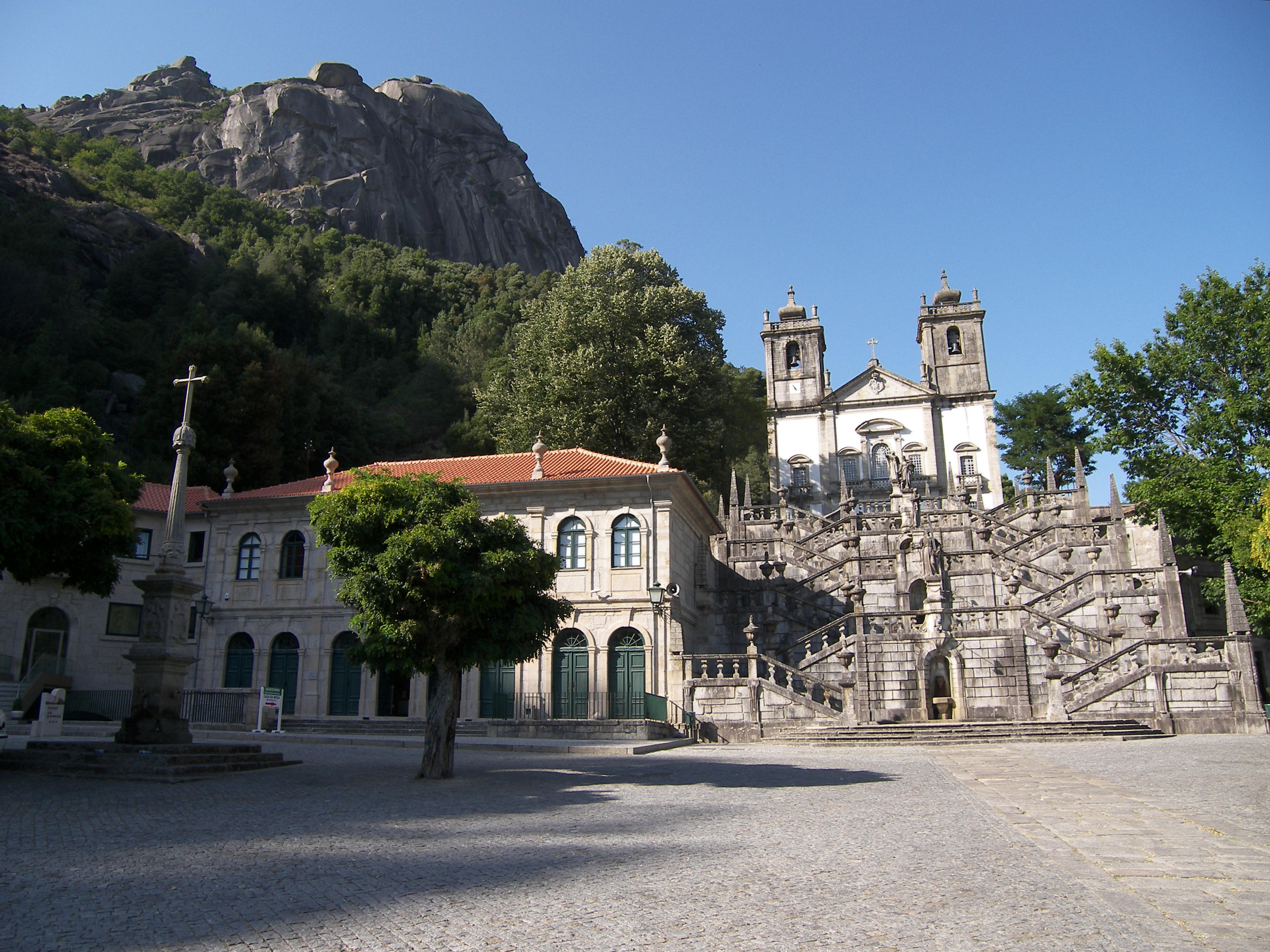
Senhora da Peneda